# 伊勒河 (多爾多涅河支流)
伊勒河（法語：Isle，法語發音：[il] ⓘ）是法國的一條河流，位於該國西南部，屬於多爾多涅河的右支流，河道全長255公里，流域面積7,700平方公里，平均流量每秒90立方米，發源自内克松附近，河口處在利布爾訥。

## 外部連結
- http://www.geoportail.fr（页面存档备份，存于）
- Sandre数据库中的伊勒河（页面存档备份，存于）